# Rivière à l'Ours (vattendrag i Kanada, lat 48,65, long -72,38)
Rivière à l'Ours är ett vattendrag i Kanada.   Det ligger i provinsen Québec, i den östra delen av landet, 400 km nordost om huvudstaden Ottawa.
Omgivningarna runt Rivière à l'Ours är en mosaik av jordbruksmark och naturlig växtlighet. Runt Rivière à l'Ours är det glesbefolkat, med 9 invånare per kvadratkilometer.